# Эппендорф
Эппендорф (нем. Eppendorf) — община в Германии, в земле Саксония. Подчиняется административному округу Хемниц. Входит в состав района Средняя Саксония.  Население составляет 4538 человек (на 31 декабря 2010 года). Занимает площадь 33,69 км².
Коммуна подразделяется на 3 сельских округа.